# Maria Assumpta
|  | No s'ha de confondre amb Assumpció de Maria. |

El Maria Assumpta era un vaixell de vela, de dos pals, aparellat com a pollacra goleta, que va ser construït a la platja de Badalona el 1858. Es va dedicar al comerç amb Amèrica fins al 1898. Després, fins als anys 1980, al comerç per la Mediterrània occidental. El 1980, quan els seus propietaris ja estaven decidits a cremar-lo en alta mar, van trobar comprador. El nou propietari el va fer restaurar completament i el va aparellar com a bergantí rodó. Des de llavors va actuar com a vaixell escola, va participar en la filmació de diverses pel·lícules i també en nombroses regates i concentracions de velers d'altura. El 1995 va naufragar a la costa nord de Cornualla, Anglaterra, fet que va comportar que el seu capità anés a judici per homicidi per imprudència. En el moment del naufragi, amb 137 anys de navegació, tenia el reconegut prestigi de ser el veler d'altura de fusta en actiu més antic del món occidental.

## Història
El 28 d'octubre de 1857 es va concedir el permís perquè el mestre d'aixa Nicolau Pere Pica i Vila, natural d'Arenys de Mar, construís una pollacra goleta a la seva drassana de la platja de Badalona. Al cap d'un any, el 15 d'octubre de 1858 el capità Josep Isern, natural del Masnou, i el mestre d'aixa Nicolau Pica van signar a Mataró l'escriptura de construcció de la pollacra goleta Maria Asunta (tal com consta a l'escriptura de construcció) amb les següents característiques.
| Eslora del casc:       | 94 peus (28 m)               |
| Mànega de construcció: | 30 peus (9 m)                |
| Mànega d'arqueigː      | 27 peus i 6 polzades (8,2 m) |
| Calatː                 | 11 peus i 2 polzades (3,3 m) |
| Tonatge brut:          | 156 tones                    |
| Aparell:               | pollacra goleta              |

En la mateixa escriptura de construcció, el propietari de la pollacra goleta, Jiménez Gallud, de Torrevella (esmentat només com a “Jimenez”), declara que l'embarcació s'ha d'anomenar “Maria Asunta” i que hi ha invertit 4.250 duros en la construcció i 8.750 més en l'aparell i l'habilitació. És a dir, un total de 13.000 duros, que corresponien a 65.000 pessetes de l'època.

### Aparell
El Maria Asunta va sortir de la drassana de Badalona amb l'aparell de pollacra goleta, que consisteix en bauprès amb botaló, i dos pals, trinquet i major, tots dos de dues peces (pal mascle i masteleret). El trinquet hissava veles quadres, el major veles de tall o de ganivet (aurica, amb botavara i pic, i escandalosa). El bauprès i el botaló hissaven flocs amb el trinquet i el major amb el trinquet hissaven veles d'estai. En total eren onze veles.
Entre el 1926 i el 1934 li van instal·lar un motor dièsel auxiliar i va deixar de ser un veler pur per convertir-se en un motoveler amb el velam simplificat. El 1959 aquest primer motor va ser substituït per dos motors Baudouin molt més potents. A mitjan anys 1960 li van treure el pal major i només de tant en tant hissava alguna vela triangular a proa per ajudar l'empenta dels motors. A final dels anys 1970 va ser desarborat del tot i convertit en un simple pontó de magatzem.
L'any 1980, amb la restauració completa que li van fer, va mantenir els motors i va ser aparellat com a bergantí rodó, això és, bauprès amb botaló, i dos pals, trinquet i major, tots dos de tres peces (arbre mascle, masteler i masteleret). El trinquet hissava veles quadres, que es podien ampliar amb ales, el major també hissava veles quadres i, a més a més, pel costat de popa, una cangrea (amb botavara i pic). El bauprès amb el trinquet hissaven flocs i el major amb el trinquet hissaven estais. El velam complet constava de 9 veles quadres, 3 flocs, 4 estais de major, 1 cangrea, 10 ales, que feien un conjunt de vint-i-una veles, amb una superfície total de 8.500 peus quadrats (790 m²). Aquest aparell es va mantenir fins al naufragi del 1995.

### Primer viatge
El 30 d'octubre de 1858 es va signar el contracte per al primer viatge, que va ser amb destinació a Buenos Aires i altres ports d'Amèrica. S'hi especificava el sou mensual de tota la tripulació, que era:
| Nostramoː      | 8 pesos forts         |
| Cuiner:        | 17 pesos forts        |
| Fuster:        | 15 pesos forts        |
| Mariners:      | 13 pesos forts        |
| Mossos:        | 11 pesos forts        |
| Noi de cambra: | a voluntat del capità |

Com que en aquesta nòmina el nostramo, que és un dels càrrecs més importants dalt d'un veler, té el sou més baix, se'n pot deduir que segurament també devia participar, igual com el capità, en un percentatge sobre els beneficis del viatge.
També segons el mateix contracte, la tripulació d'aquest primer viatge va ser la següent:
| Capità:   | Josep Isern           |
| Nostramo: | Isidre Isern          |
| Cuiner:   | Jaume Ferrer          |
| Fuster:   | Miquel Coll           |
| Mariner:  | Bonaventura Vilardaga |
| Mariner:  | Josep Canals          |
| Mariner:  | Pere Hospital         |
| Mariner:  | Bonaventura Sabater   |
| Mosso:    | Climent Ros           |
| Grumet:   | Josep Ramentol        |

### Càrregues
Segons la caució de patent del Maria Asunta, expedida el 25 d'octubre de 1858 a favor del seu primer capità, Josep Isern, quedava explícitament prohibit el tràfic de negres i el contraban. El Maria Asunta va ser dedicat inicialment a fer la carrera d'Amèrica i en els seus viatges portava regularment els següents tipus de càrregues:
1. Viatge d'anada cap als ports del Brasil i de la mar del Plata: productes del camp i de la indústria catalans, com ara vi, aiguardent, farina, sal, teixits, paper, ferreteria, sabó, olis, obra cuita de bòbila.
2. Viatge intermedi dels ports del Brasil i de la mar del Plata cap als ports de les Antilles: tasajo (carn de bou seca i salada).
3. Viatge de tornada: productes colonials, com ara, sucre, melassa, tabac, cotó, fusta.

### Ports, armadors i canvis de nom
Al llarg de la seva llarga vida, el veler va tenir nombrosos canvis de nom, d'armador i de port, que detallem a continuacióː
- De 1858 a 1878 va estar matriculat inicialment al Masnou i després a Barcelona, amb el codi d'identificació HTKO i propietat de l'armador Jiménez Gallud, de Torrevella.
- El 1878 va ser venut a l'armador gallec Andrés H del Río i matriculat a Villagarcía de Arousa.
- El 1918 consta matriculat a Vigo i propietat de la firma Candeira Hermanos.
- El mateix 1918 va ser venut als armadors Dutrús i Garci, de València, els quals li van canviar el nom per Pepita i va rebre el codi d'identificació JCNW.
- El 1926 va passar a Eivissa sota la propietat de Josep Pineda Puget, que hi va instal·lar el primer motor dièsel i li va reduir l'aparell.
- El 1949 va passar a Mallorca comprat per Magí Marquès Fiol, de Palma, que li va tornar a canviar el nom per Ciudad de Inca. Llavors va rebre la identificació EGGI.
- El 1959 va ser venut a la Comercial Marítima de Transportes, propietat de Joan Flexas Pujol, també de Palma. Aquest nou armador va fer reparar el veler a les drassanes Vulcano de Palma per substituir el primer motor per dos de més potents de la marca Baudouin, ja esmentats. En aquesta reparació també es va traslladar l'allotjament de la tripulació sota el castell de proa amb cinc lliteres. En aquells moments la tripulació era formada per un patró, un nostramo, dos mecànics i tres mariners.
- En una data no determinada va passar a Màlaga propietat de Pepe Devesa, que el 1978 el va desarborar del tot i el va convertir en pontó. Finalment, el 1980, amb el veler ja del tot improductiu, el seu propietari estava decidit a vendre'n els motors i cremar el buc en alta mar.[1][2]

### Darrera venda, restauració i nova vida delMaria Asumpta
L'any 1980, quan el Ciudad de Inca estava a punt de ser destruït, el capità anglès Mark Litchfield el va descobrir al port de Màlaga i el va comprar pel preu dels motors, poc més d'un milió de pessetes. Va fer remolcar el buc fins al port de Barbate i allà el va fer restaurar per complet. Per a la restauració va caldre importar de Gran Bretanya més de 200 tones de fusta amb què es va substituir gairebé una tercera part de les quadernes, la meitat del folre i es va posar una nova arboradura aparellada de bergantí rodó. La restauració va durar divuit mesos de feina d'un equip de 35 professionals britànics, entre fusters, aparelladors, ferrers, enginyers i altres. El 1982, un cop reconstruït, el Ciudad de Inca va tornar a navegar a vela després de cinquanta anys. En el seu primer viatge un cop restaurat es va traslladar a les Illes Britàniques. Arribat a port, el capità Litchfield va declarar que el veler havia respost molt bé a la navegació.
Després de la reconstrucció el Ciudad de Inca va quedar amb les següents característiques:
| Eslora màxima (amb bauprès i botaló): | 125 peus (38,1 m)                |
| Eslora del casc:                      | 98 peus (29,9 m)                 |
| Mànega de construcció:                | 30 peus (9 m)                    |
| Mànega d'arqueig:                     | 25 peus (7,6 m)                  |
| Calat:                                | 10 peus 6 polzades (3,2 m)       |
| Tonatge net:                          | 72 tones                         |
| Tonatge brut:                         | 127 tones                        |
| Desplaçament:                         | 250 tones                        |
| Càrrega màxima:                       | 500 tones                        |
| Aparell:                              | bergantí rodó                    |
| Motor:                                | 2 dièsel Baudouin de 175 cavalls |

En els anys següents va estar navegant per la costa de Gran Bretanya, va anar a Lisboa per participar en la filmació de la pel·lícula “The Master of Ballantrae”, va ser contractat per a promocions comercials, com a veler escola, va viatjar a les Canàries i al Carib i va participar en diverses regates de velers d'altura. El 1984 va participar en una regata de velers d'altura que va entrar al llac Ontario. Llavors, per una causa pendent del capità Litchfield amb la Justícia dels Estats Units d'Amèrica, el Ciudad de Inca -nom que portava llavors- es va veure impedit de sortir cap a l'Atlàntic. Per aquesta raó va establir el seu port a Kingston (Ontario, Canadà) i fins al 1988 va estar navegant pels Grans Llacs d'Amèrica del Nord. El 1986 va naufragar en aigües poc profundes però el van poder reflotar. El 1988 va poder travessar l'Atlàntic i retornar a Europa. Aquell mateix any, per celebrar el 130è aniversari del veler, Litchfield va retornar al Ciudad de Inca el seu nom original, però aquesta vegada amb la grafia Maria Asumpta.

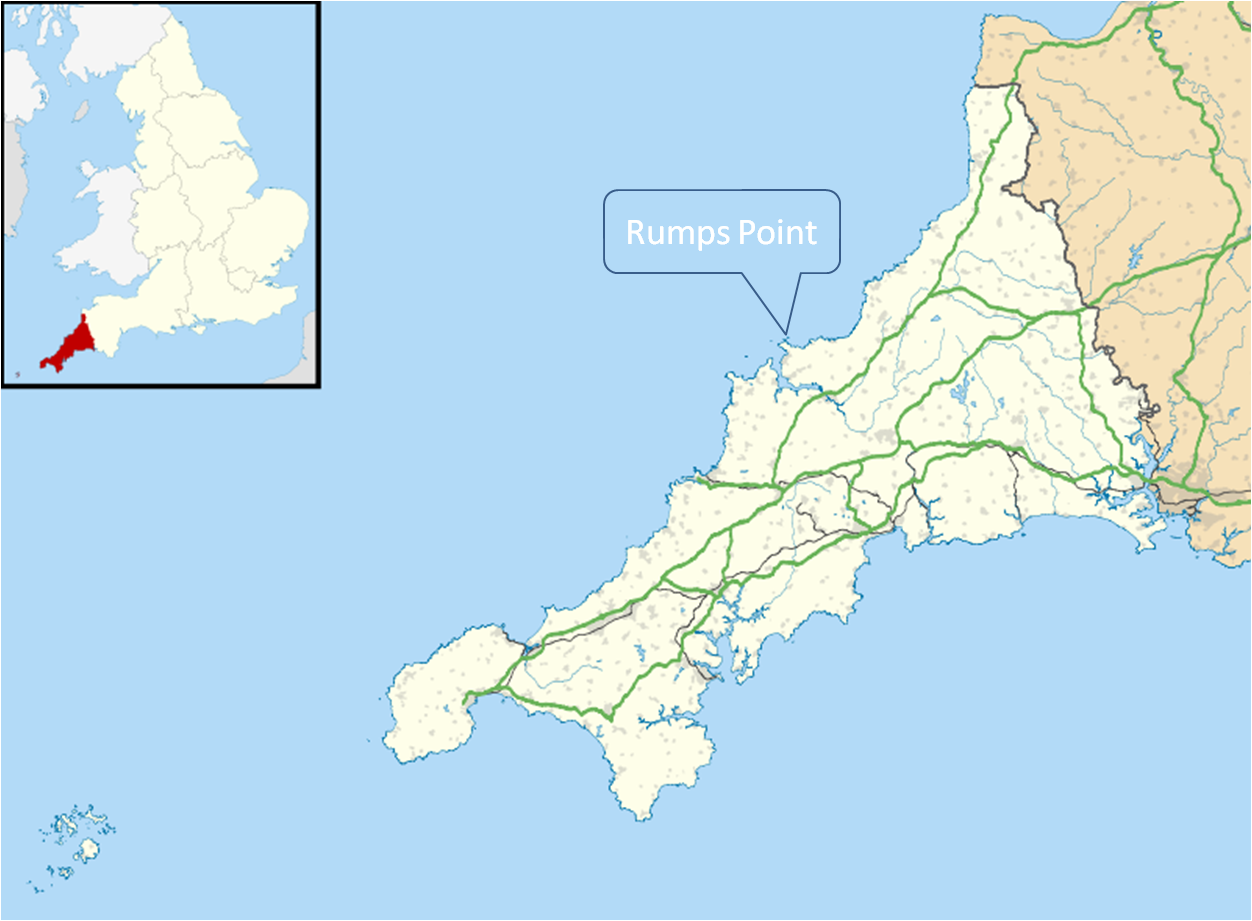
El 30 de maig de 1995 va naufragar en aquest lloc el bergantí rodó "Maria Asumpta"

## Naufragi
A final de maig de 1995, després d'haver estat en reparació al port anglès de Gloucester, el Maria Assumpta va salpar amb destinació a Padstow. Durant la primera part del viatge va tenir mal temps i va haver de recalar als ports de Porlock, Lynmouth i Swansea Marina. Finalment, la tarda del 30 de maig, mentre arrumbava cap a Padstow, el capità Litchfield, amb l'objectiu de gaudir de les vistes i aprofitar el corrent de la marea, va decidir de passar entre l'illot de The Mouls i el cap de Pentire Point, que era una ruta no recomanada per l'Almirallat.
En aquell punt els motors van fallar i dos mariners hi van ser enviats a ocupar-se'n mentre els altres catorze mariners de la tripulació maniobraven les veles perquè la nau pogués avançar. Malgrat que es van posar dos vigies a proa, no van poder evitar uns esculls submergits i, poca estona després que s'aturessin els motors, el Maria Assumpta va estavellar-se contra les roques de Rumps Point (50 ° 35′40 ″ N 4 ° 55′28 ″ O) i va començar a enfonsar-se. La tripulació va abandonar el vaixell saltant a l'aigua o directament sobre les roques. Malauradament, tres dels tripulants hi van morir ofegats. Com que aquella travessia havia estat anunciada, nombroses persones es van aplegar sobre els espadats de la costa per veure a passar el veler. Per això molts observadors van poder ser testimonis de la tragèdia que va posar fi al bergantí rodó Maria Assumpta, que, en aquell moment ja portava 137 anys de navegació i era considerat el veler d'altura de fusta en actiu més antic del món occidental.

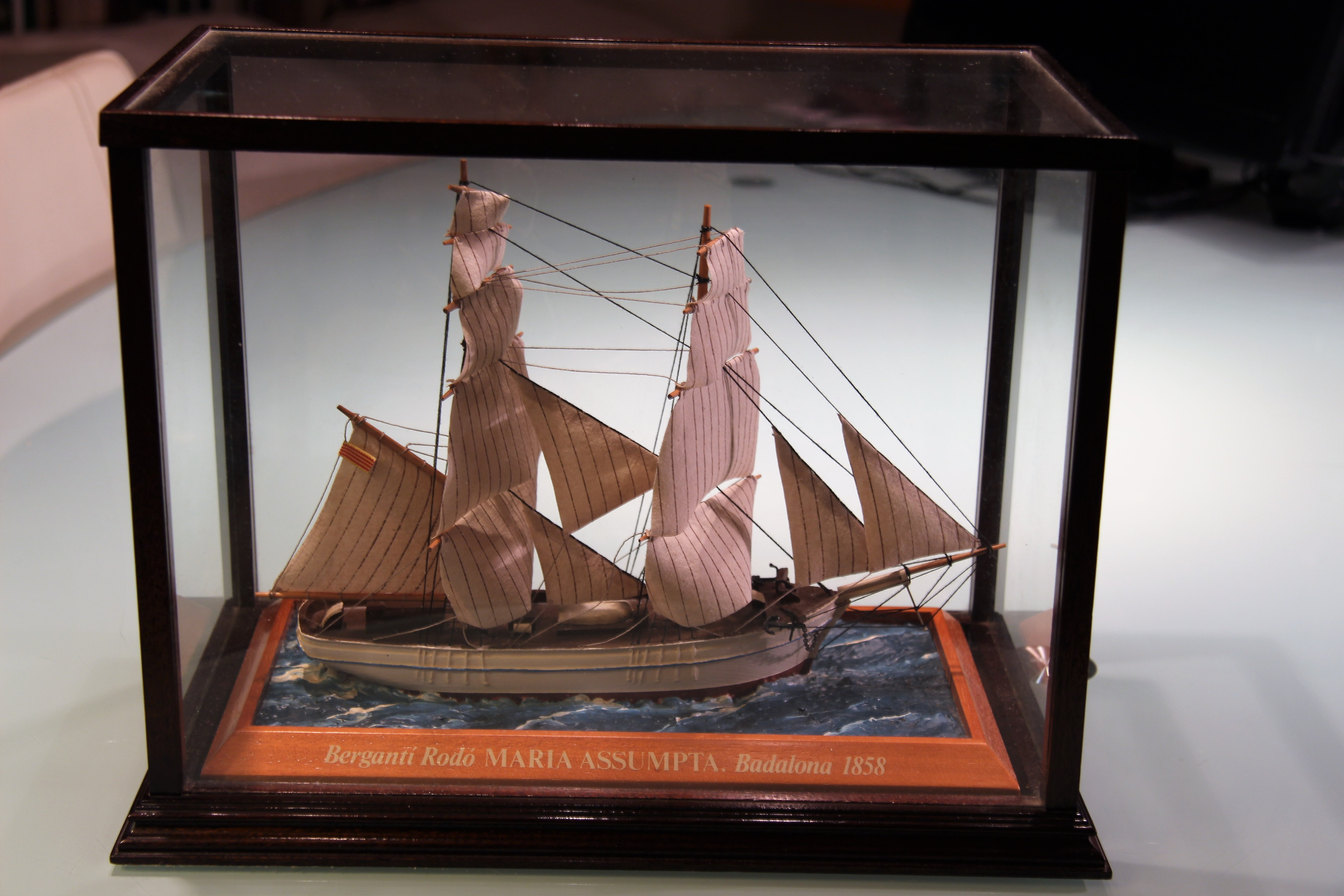
Maqueta a escala 1:150 del bergantí rodó "Maria Asumpta" feta a Badalona en edició limitada i presentada al públic l'1 de desembre de 1993

### Investigació i judici
La Marine Accident Investigation Branch (Direcció d'Investigació d'Accidents Marins) va dur a terme una investigació sobre el naufragi del Maria Assumpta i l'informe posterior va ser utilitzat com a prova contra Mark Litchfield en el seu judici.
A causa de la seva greu negligència navegant massa a prop de la costa sabent que el gasoil estava en males condicions, Litchfield va ser acusat d'homicidi dels tres membres de la tripulació que van morir en el naufragi. Ell va declarar-se'n innocent.
Durant el judici, es va provar que Litchfield va posar el vaixell en una situació de perill en aproximar-se massa a la costa tenint el vent que bufava cap en terra. Quan els motors es van aturar el vaixell ja estava condemnat, ja que, si hagués estat més mar en fora, hauria pogut evitar les roques. A més a més, el capità del port de Padstow l'havia avisat de mantenir-se més allunyat i abans també havia estat avisat a Gloucester que el combustible estava contaminat. Durant el judici també va sorgir que Litchfield havia estat relacionat amb el naufragi del Marqués, enfonsat el 1984 amb la pèrdua de 19 vides.

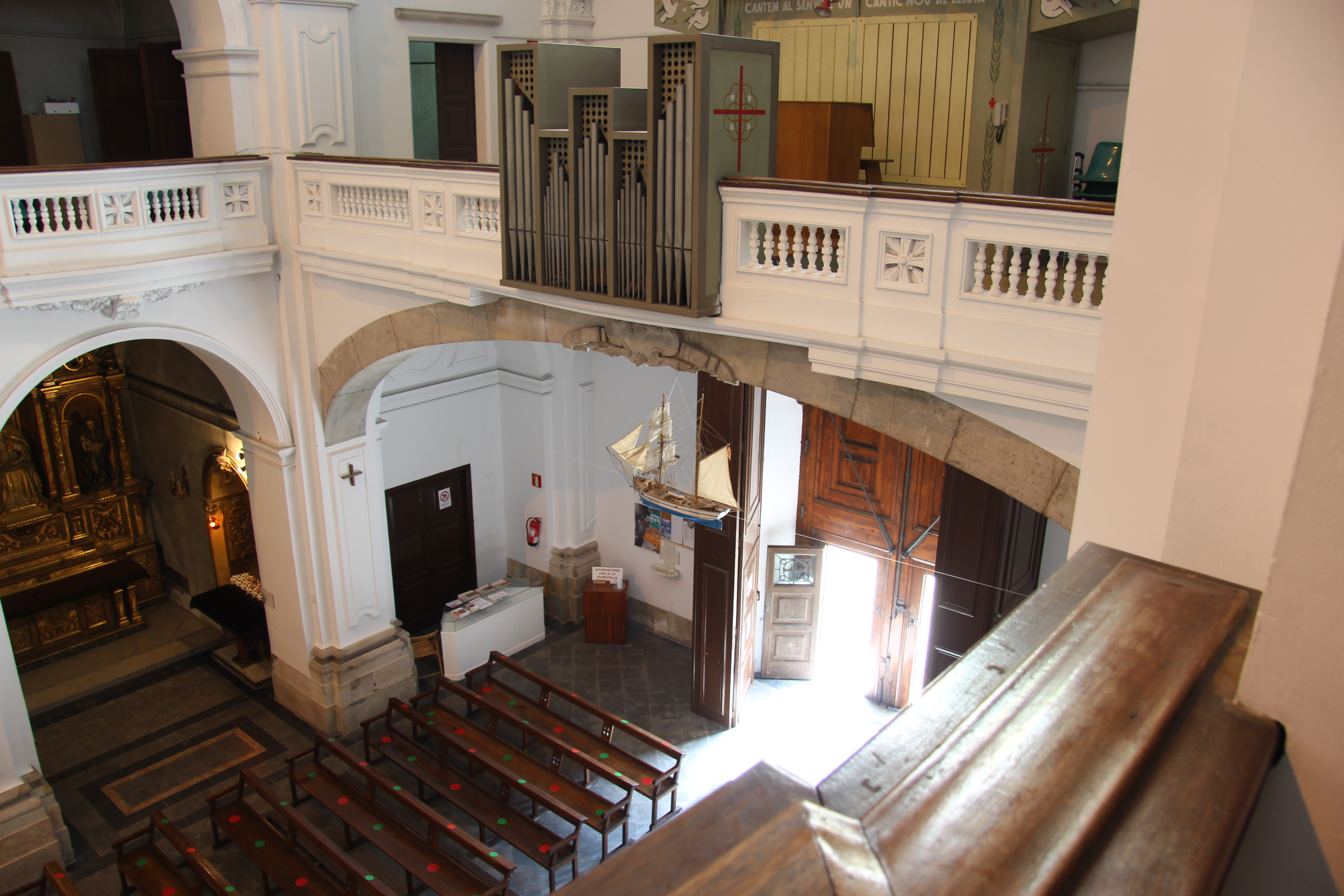
Maqueta a escala 1:30 del bergantí "Maria Asumpta" sufragada per subscripció popular i oferta com a exvot mariner a l'església de Santa Maria de Badalona el 15 d'agost de 1994. Vista general.

Al final del judici, el jurat va pronunciar un veredicte per unanimitat de "culpable" i Litchfield va ser empresonat durant divuit mesos pel jutge Butterfield. El cas es fa servir actualment en estudi de dret com a mostra de negligència greu.
Litchfield va apel·lar contra la seva condemna, però l'apel·lació va ser rebutjada.

### Memorial
En record d'Emily Macfarlane, John Shannon i Anne Taylor, els tres tripulants morts en el naufragi del Maria Asumpta, es va erigir a la capella de Saint Enodoc (Trebetherick, Anglaterra), a dos quilòmetres del punt on va naufragar, un memorial esculpit per Philip Chatfield, un dels supervivents. A la capella de Saint Enodoc,

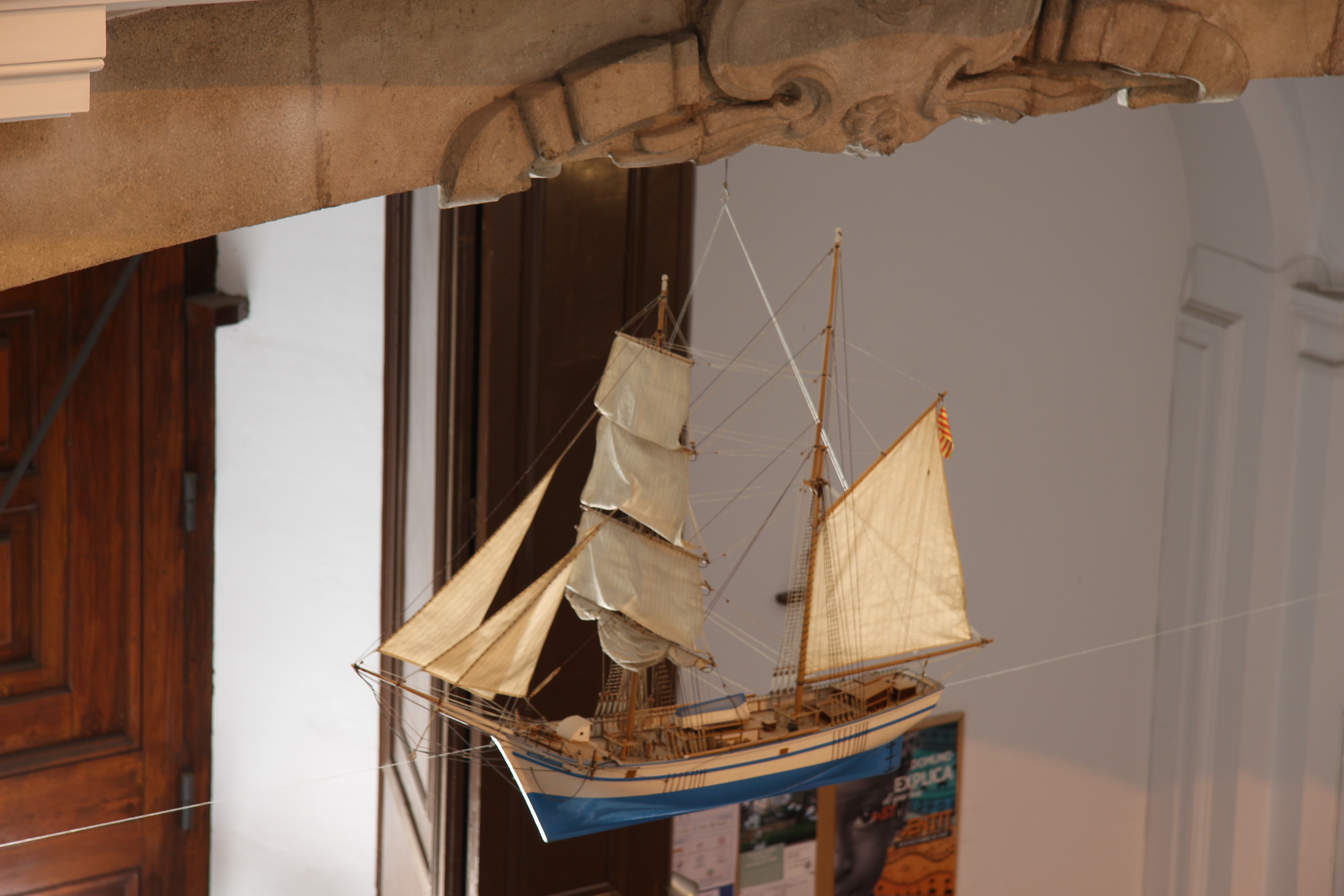
Maqueta a escala 1:30 del bergantí "Maria Asumpta". Detall.

## ElMaria Asumptai Badalona

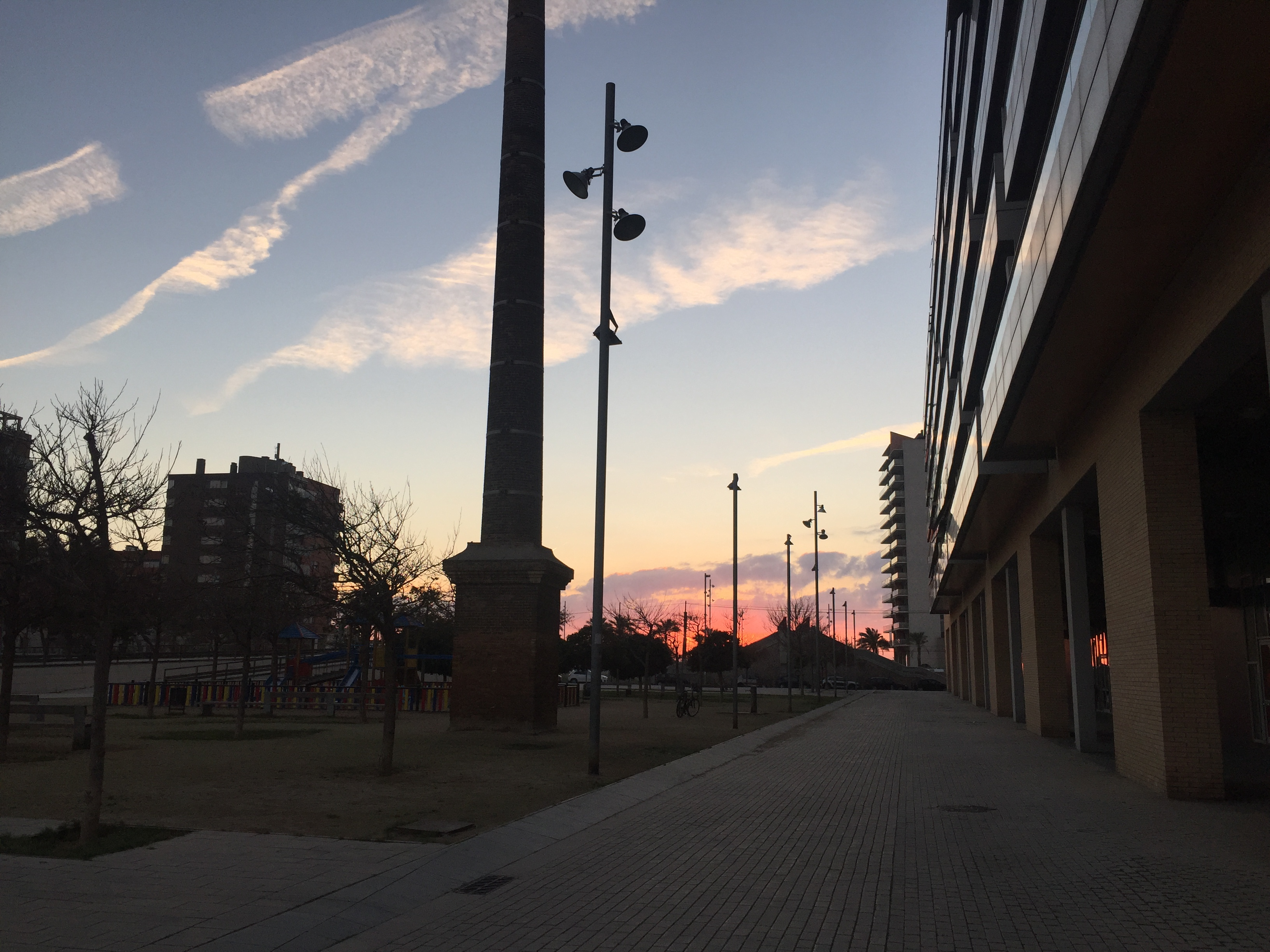
Plaça del Vaixell Maria Assumpta (Badalona), al vespre

El 1991, més d'un segle i quart després de la construcció del Maria Asunta, la publicació de l'article La pollacra masnovina Maria Assumpta, 133 anys de navegació (1858-1991) en va retornar la memòria a Badalona i el Masnou.
Dos anys després, en un acte públic que es va fer el desembre de 1993, Carles Fornovi Vives i Elena Sunyol Trepat van presentar públicament, a la seva botiga badalonina “Al Vent. Regals” dues reproduccions en una edició limitada del bergantí rodó Maria Asumpta: un mig buc i una maqueta completa, a escala 1:150. Totes dues peces anaven acompanyades d'un dossier informatiu amb la història del veler a càrrec de Francesc Lleal Galceran, capità de la marina mercant, i Marcel Mongay Boada, patró de cabotatge. El dossier també incloïa una havanera, A la Maria Assumpta, amb lletra d'Enric Bayé Blanch. La cançó va ser estrenada en el mateix acte de presentació pel grup Arborada, amb música d'Isabel Antequera.
L'any 1994, a iniciativa d'una comissió ciutadana encapçalada per la Confraria de Pescadors de Badalona, es va fer una altra reproducció del Maria Asumpta a escala 1:30', que va ser encarregada al maquetista badaloní Celestino Prieto El 15 d'agost d'aquell mateix any la maqueta va ser oferta com a exvot mariner en un acte de molta participació a l'església parroquial de Santa Maria de Badalona. Actualment, la maqueta està penjada sota l'arc del cor de l'església.
El 28 de maig de 2002 l'Ajuntament de Badalona va aprovar posar el nom de Vaixell Maria Assumpta a una plaça nova de la urbanització del barri del Progrés.